# Liste der Bodendenkmäler in Seßlach
Auf dieser Seite sind die Bodendenkmäler in der oberfränkischen Stadt Seßlach zusammengestellt. Diese Tabelle ist eine Teilliste der Liste der Bodendenkmäler in Bayern. Grundlage ist die Bayerische Denkmalliste, die auf Basis des Bayerischen Denkmalschutzgesetzes vom 1. Oktober 1973 erstmals erstellt wurde und seither durch das Bayerische Landesamt für Denkmalpflege geführt wird. Die folgenden Angaben ersetzen nicht die rechtsverbindliche Auskunft der Denkmalschutzbehörde.

## Bodendenkmäler der Stadt Seßlach

### Bodendenkmäler in der Gemarkung Autenhausen
| Lage                   | Objekt | Akten-Nr.     | Bild |
| ---------------------- | --- | ------------- | ---- |
| Autenhausen (Standort) | Freilandstation der Mesolithikums und Siedlung der Hallstattzeit.                                                                                              | D-4-5730-0004 |      |
| Autenhausen (Standort) | Freilandstation des Mesolithikums. | D-4-5730-0005 |      |
| Autenhausen (Standort) | Siedlung des Neolithikums. | D-4-5730-0006 |      |
| Autenhausen (Standort) | Freilandstation des Spätpaläolithikums. | D-4-5730-0027 |      |
| Autenhausen (Standort) | Mittelalterlicher Vorgängerbau sowie Befunde der frühen Neuzeit im Bereich der Katholischen Pfarrkirche St. Sebastian von Autnehausen mit ummauertem Kirchhof. | D-4-5730-0032 |      |
| Autenhausen (Standort) | Archäologische Befunde im Bereich der frühneuzeitlichen ehemalige Synagoge von Autenhausen.                                                                    | D-4-5730-0033 |      |
| Autenhausen (Standort) | Archäologische Befunde im Bereich des frühneuzeitlichen jüdischen Friedhofs von Autenhausen.                                                                   | D-4-5730-0034 |      |
| Autenhausen (Standort) | Archäologische Befunde im Bereich eines frühneuzeitlichen ehemalige Ritualbades (Mikwe) in Autenhausen.                                                        | D-4-5730-0035 |      |

### Bodendenkmäler in der Gemarkung Bischwind
| Lage                 | Objekt                                                                                   | Akten-Nr.     | Bild |
| -------------------- | ---------------------------------------------------------------------------------------- | ------------- | ---- |
| Bischwind (Standort) | Hochmittelalterlicher Ansitz.                                                            | D-4-5830-0005 |      |
| Bischwind (Standort) | Befunde der frühen Neuzeit im Bereich der Evangelisch-Lutherischen Kirche von Bischwind. | D-4-5830-0007 |      |

### Bodendenkmäler in der Gemarkung Dietersdorf
| Lage                   | Objekt | Akten-Nr.     | Bild |
| ---------------------- | --- | ------------- | ---- |
| Dietersdorf (Standort) | Freilandstation des Spätpaläolithikums und Mesolithikums, Siedlung des Neolithikums und der Hallstattzeit.                                              | D-4-5730-0014 |      |
| Dietersdorf (Standort) | Freilandstation des Mesolithikums. | D-4-5730-0015 |      |
| Dietersdorf (Standort) | Freilandstation des Mesolithikums, Siedlung der späten Hallstattzeit und der frühen Latènezeit sowie Brandgräber der frühen Latènezeit.                 | D-4-5730-0016 |      |
| Dietersdorf (Standort) | Freilandstation des Spätpaläolithikums und des Mesolithikums, Siedlung des Endneolithikums und der Hallstattzeit.                                       | D-4-5730-0017 |      |
| Dietersdorf (Standort) | Freilandstation des Spätpaläolithikums und des Mesolithikums, Siedlung der Hallstattzeit.                                                               | D-4-5730-0018 |      |
| Dietersdorf (Standort) | Freilandstation des Mesolithikums. | D-4-5730-0019 |      |
| Dietersdorf (Standort) | Freilandstation des Mesolithikums. | D-4-5730-0020 |      |
| Dietersdorf (Standort) | Freilandstation des Mesolithikums. | D-4-5730-0021 |      |
| Dietersdorf (Standort) | Siedlung des Jung- oder Endneolithikums. | D-4-5730-0022 |      |
| Dietersdorf (Standort) | Freilandstation des Mesolithikums. | D-4-5730-0023 |      |
| Dietersdorf (Standort) | Freilandstation des Mesolithikums und Siedlung der Hallstattzeit.                                                                                       | D-4-5730-0025 |      |
| Dietersdorf (Standort) | Befunde des Mittelalters und der frühen Neuzeit im Bereich der katholischen Filialkirche von Dietersdorf.                                               | D-4-5730-0037 |      |
| Dietersdorf (Standort) | Freilandstation des Spätpaläolithikums und des Mesolithikums, verebnetes vorgeschichtliches Gräberfeld mit Funden der Bronzezeit und der Hallstattzeit. | D-4-5731-0058 |      |
| Dietersdorf (Standort) | Freilandstation des Spätpaläolithikums. | D-4-5731-0059 |      |
| Dietersdorf (Standort) | Siedlung vor- und frühgeschichtlicher oder mittelalterlicher Zeitstellung.                                                                              | D-4-5731-0086 |      |

### Bodendenkmäler in der Gemarkung Gemünda i.OFr.
| Lage                      | Objekt | Akten-Nr.     | Bild |
| ------------------------- | --- | ------------- | ---- |
| Gemünda i.OFr. (Standort) | Bestattungsplatz mit Grabhügeln vorgeschichtlicher Zeitstellung.                                                                             | D-4-5730-0007 |      |
| Gemünda i.OFr. (Standort) | Mittelalterlicher Burgstall. | D-4-5730-0008 |      |
| Gemünda i.OFr. (Standort) | Freilandstation des Mesolithikums, Siedlung der Linearbandkeramik und der Hallstattzeit.                                                     | D-4-5730-0009 |      |
| Gemünda i.OFr. (Standort) | Freilandstation des Endpaläollithikums und Mesolithikums, Siedlung des Neolithikums und Siedlung der Hallstattzeit.                          | D-4-5730-0010 |      |
| Gemünda i.OFr. (Standort) | Freilandstation des Mesolithikums. | D-4-5730-0026 |      |
| Gemünda i.OFr. (Standort) | Befunde des Mittelalters und der frühen Neuzeit im Bereich der Evangelisch-Lutherischen Pfarrkirche St. Johannes Baptista von Gemünda i.OFr. | D-4-5730-0042 |      |

### Bodendenkmäler in der Gemarkung Gleismuthhausen
| Lage                       | Objekt | Akten-Nr.     | Bild |
| -------------------------- | --- | ------------- | ---- |
| Gleismuthhausen (Standort) | Siedlung der Linearbandkeramik. | D-4-5730-0003 |      |
| Gleismuthhausen (Standort) | Befunde des Mittelalters und der frühen Neuzeit im Bereich der katholischen Filialkirche St. Antonius Eremita von Gleismuthhausen. | D-4-5730-0040 |      |

### Bodendenkmäler in der Gemarkung Hattersdorf
| Lage                   | Objekt | Akten-Nr.     | Bild |
| ---------------------- | --- | ------------- | ---- |
| Hattersdorf (Standort) | Siedlung der Hallstattzeit.                                                                                     | D-4-5731-0061 |      |
| Hattersdorf (Standort) | Freilandstation des Spätpaläolithikums und Mesolithikums, Siedlung des Neolithikums.                            | D-4-5731-0062 |      |
| Hattersdorf (Standort) | Freilandstation des Mesolithikums.                                                                              | D-4-5731-0063 |      |
| Hattersdorf (Standort) | Bestattungsplatz mit Grabhügeln vorgeschichtlicher Zeitstellung.                                                | D-4-5731-1077 |      |
| Hattersdorf (Standort) | Mesolithischer Schlagplatz.                                                                                     | D-4-5830-0004 |      |
| Hattersdorf (Standort) | Freilandstation des Spätpaläolithikums und Mesolithikums sowie Siedlung des Neolithikums und der Hallstattzeit. | D-4-5831-0007 |      |

### Bodendenkmäler in der Gemarkung Heilgersdorf
| Lage                    | Objekt | Akten-Nr.     | Bild |
| ----------------------- | --- | ------------- | ---- |
| Heilgersdorf (Standort) | Mittelalterlicher Vorgängerbau und Befunde der frühen Neuzeit im Bereich der Evangelisch-Lutherischen Pfarrkirche von Heilgersdorf. | D-4-5830-0010 |      |
| Heilgersdorf (Standort) | Vorgängerbauten sowie Befunde des Mittelalters und der frühen Neuzeit im Bereich von Schloss Heilgersdorf mit Wirtschaftshof.       | D-4-5830-0011 |      |
| Heilgersdorf (Standort) | Befunde des Mittelalters und der frühen Neuzeit im Bereich des abgegangenen Weilers Scheps.                                         | D-4-5830-0014 |      |
| Heilgersdorf (Standort) | Vorgängerbau sowie Befunde des Mittelalters und der frühen Neuzeit im Bereich von Schloss Wiesen.                                   | D-4-5831-0131 |      |

### Bodendenkmäler in der Gemarkung Lechenroth
| Lage                  | Objekt                                                                 | Akten-Nr.     | Bild |
| --------------------- | ---------------------------------------------------------------------- | ------------- | ---- |
| Lechenroth (Standort) | Siedlung oder Gräber der Hallstattzeit.                                | D-4-5730-0012 |      |
| Lechenroth (Standort) | Freilandstation des Spätpaläolithikums und Siedlung der Hallstattzeit. | D-4-5730-0013 |      |

### Bodendenkmäler in der Gemarkung Oberelldorf
| Lage                   | Objekt | Akten-Nr.     | Bild |
| ---------------------- | --- | ------------- | ---- |
| Oberelldorf (Standort) | Archäologische Befunde im Bereich der spätmittelalterlichen Katholischen Filialkirche St. Nikolaus von Oberelldorf mit Kirchhof. | D-4-5730-0029 |      |

### Bodendenkmäler in der Gemarkung Rothenberg
| Lage                  | Objekt | Akten-Nr.     | Bild |
| --------------------- | --- | ------------- | ---- |
| Rothenberg (Standort) | Befunde des Mittelalters und der frühen Neuzeit im Bereich der Katholischen Filialkirche St. Laurentius von Rothenberg mit Kirchhof. | D-4-5830-0016 |      |

### Bodendenkmäler in der Gemarkung Seßlach
| Lage               | Objekt | Akten-Nr.     | Bild |
| ------------------ | --- | ------------- | ---- |
| Seßlach (Standort) | Freilandstation des Endpaläolithikums und des Mesolithikums, Siedlung der Hallstattzeit und Wüstung des Mittelalters.                                 | D-4-5831-0008 |      |
| Seßlach (Standort) | Karolingisch-ottonisches Gräberfeld. | D-4-5831-0009 |      |
| Seßlach (Standort) | Vorgängerbauten sowie Befunde des Mittelalters und der frühen Neuzeit im Bereich der Katholischen Stadtpfarrkirche St. Johannes Baptista von Seßlach. | D-4-5831-0126 |      |
| Seßlach (Standort) | Mittelalterliche und frühneuzeitliche Stadtbefestigung von Seßlach.                                                                                   | D-4-5831-0127 |      |
| Seßlach (Standort) | Mittelalterliche und frühneuzeitliche Altstadt von Seßlach.                                                                                           | D-4-5831-0128 |      |
| Seßlach (Standort) | Vorgängerburg sowie Befunde des Mittelalters und der frühen Neuzeit im Bereich von Schloß Geiersberg.                                                 | D-4-5831-0129 |      |

### Bodendenkmäler in der Gemarkung Unterelldorf
| Lage                    | Objekt                                                                | Akten-Nr.     | Bild |
| ----------------------- | --------------------------------------------------------------------- | ------------- | ---- |
| Unterelldorf (Standort) | Freilandstation des Mesolithikums und Siedlung der Linearbandkeramik. | D-4-5830-0001 |      |
| Unterelldorf (Standort) | Freilandstation des Mittelpaläolithikums.                             | D-4-5830-0003 |      |